# Ахохчай
Ахохчай (азерб. Ax-Ox çay) — река в Азербайджане, правый приток Айричая (бассейн Гёйчая). Протекает по территории Исмаиллинского района.

## Описание
Ахохчай берёт своё начало с хребта Кавдаг, на высоте 2000 м. Длина реки составляет 25 км, площадь бассейна — 691 км². Вода реки используется в орошении.